# زارچنایا اسلوبودا
زارچنایا اسلوبودا (به لاتین: Zarechnaya Sloboda) یک منطقهٔ مسکونی در روسیه است که در استان آمور واقع شده‌است.